# Ewald von Lochow

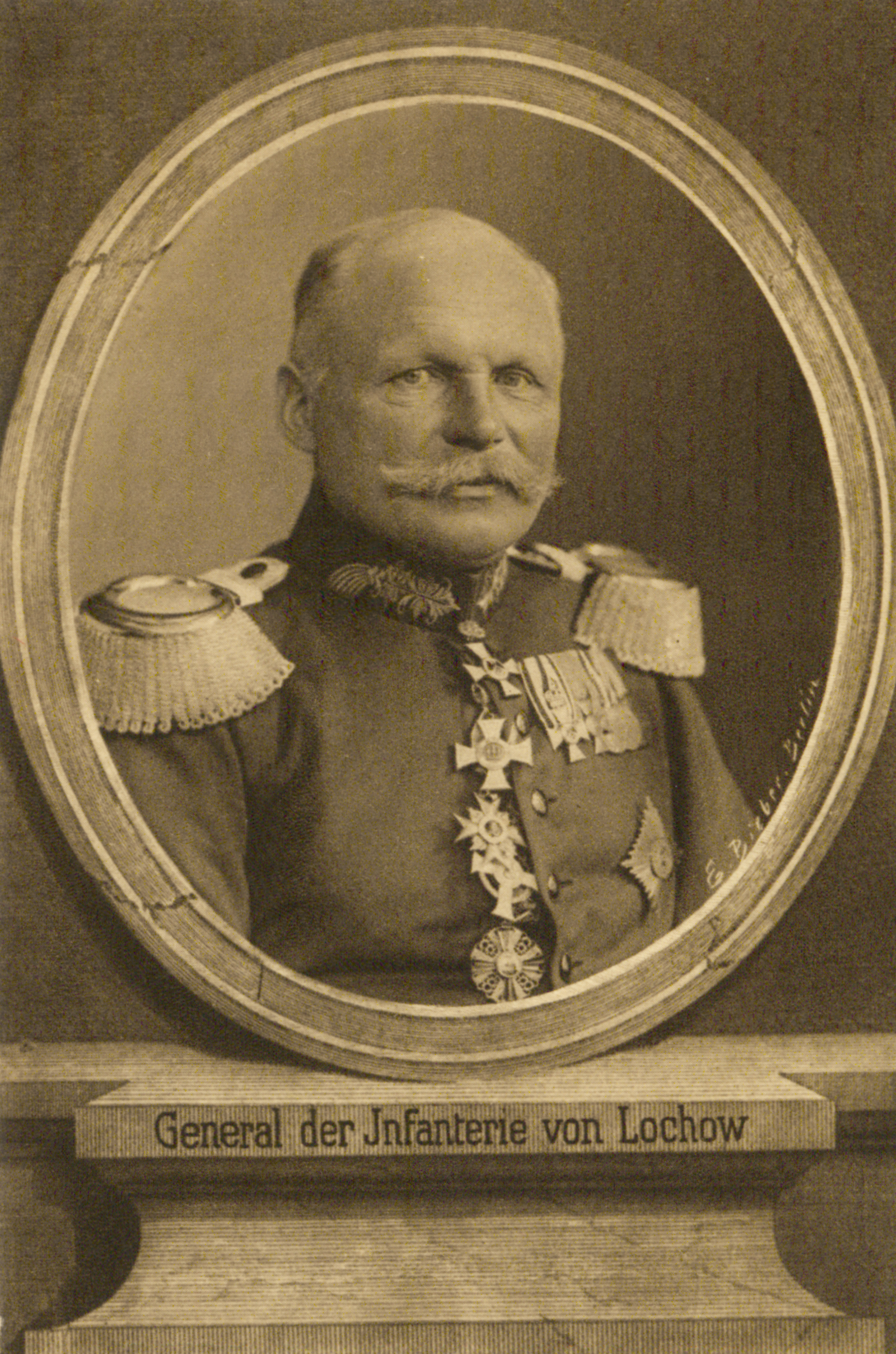
Ewald von Lochow

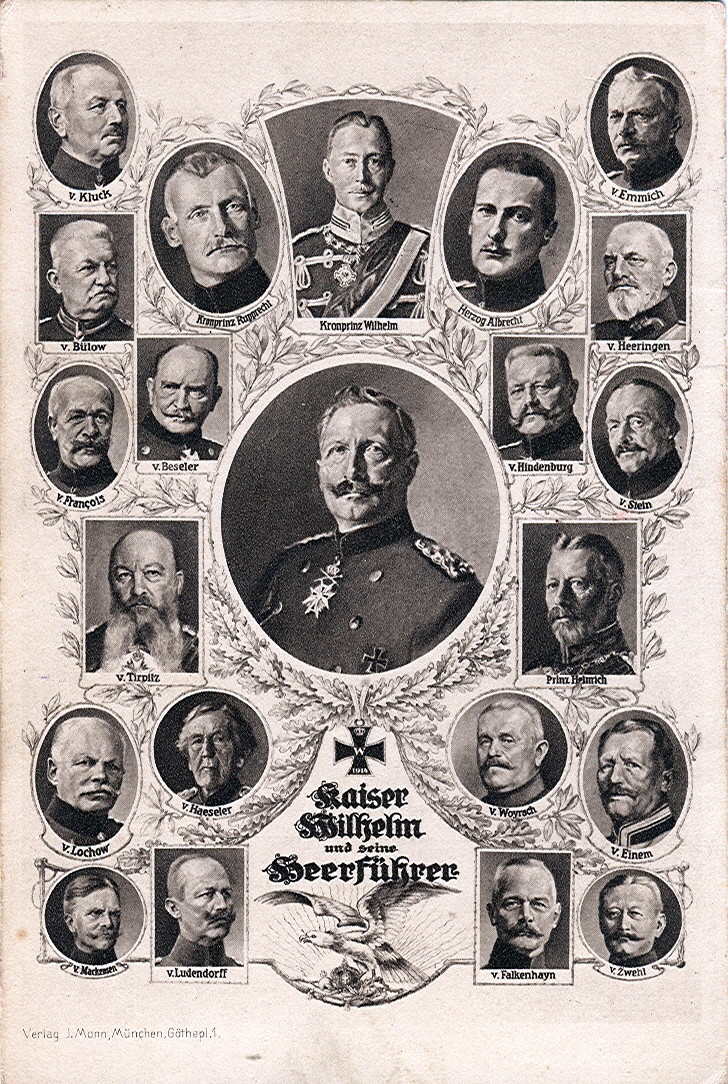
Kaiser Wilhelm und seine Heerführer (Postkarte von 1915):
Ewald von Lochow (4. Reihe, links)

Ewald Constantin Ferdinand Friedrich von Lochow (* 1. April 1855 in Petkus; † 11. April 1942 in Berlin-Charlottenburg) war ein preußischer General der Infanterie.

## Leben

### Familie
Er war der Sohn des Johanniterritters, Kreisdeputierten und Rittergutsbesitzers Ferdinand von Lochow († 1865) auf Petkus und Kaltenhausen und dessen Ehefrau Agnes, geborene von Schlieben. Sein ältester Bruder war der bekannte Saatzüchter Ferdinand von Lochow. Sein anderer Bruder Erich von Lochow (1853–1922) war Generalleutnant. Ewald von Lochow heiratete 1895 Cäcilie Bilharz, dass Ehepaar hatte keine Nachkommen.

### Militärkarriere
Aus dem Kadettenkorps kommend, trat Lochow 1873 als Sekondeleutnant in das 2. Garde-Regiment zu Fuß zu Potsdam ein. Nach dem Besuch der Kriegsakademie wurde er als Hauptmann in den Großen Generalstab versetzt. Des Weiteren wirkte er als Generalstabsoffizier des II. Armee-Korps in Stettin und der 16. Division in Trier, bevor er zum Kompaniechef im 5. Westfälischen Infanterie-Regiments Nr. 53 in Köln ernannt wurde.
1893 wurde er in den Großen Generalstab zurückversetzt. 1897 übernahm er als Kommandeur das Magdeburgische Füsilier-Regiment Nr. 36. Zum Oberstleutnant befördert, wurde er 1900 im Kriegsministerium zuerst mit der Wahrnehmung der Geschäfte eines Abteilungschefs betraut und im Jahr darauf zum Chef der Armee-Abteilung ernannt. In dieser Stellung wurde Lochow am 22. April 1902 zum Oberst befördert und am 24. Oktober 1903 zum Kommandeur des 4. Garde-Regiments zu Fuß ernannt. Am 13. Februar 1906 zunächst mit der Führung der 19. Infanterie-Brigade in Posen beauftragt, wurde Lochow am 14. Juni 1906 bei gleichzeitiger Beförderung zum Generalmajor Kommandeur dieser Brigade. Diesen Großverband gab er mit der Kommandierung in das Kriegsministerium bereits nach drei Monaten wieder ab, und wurde am 3. Oktober 1906 zum Direktor des Armee-Verwaltungs-Departements ernannt. Mit der Beförderung zum Generalleutnant wurde Lochow Kommandeur der 2. Garde-Division in Berlin.
1912 wurde er zum Kommandierenden General des III. Armee-Korps ernannt und am 16. Juni 1913 zum General der Infanterie befördert.

#### Erster Weltkrieg
Lochow führte nach dem Beginn des Ersten Weltkriegs sein Korps innerhalb der 1. Armee durch das neutrale Belgien. Nach erstem Feindkontakt bei Tirlemont folgte der weitere Vormarsch auf St. Quentin. Am 24. August trug sein Korps die Hauptlast im Kampf gegen die Briten in der Schlacht bei Mons. Es folgte der Vormarsch über Le Cateau zur Marne, wo sein Korps am 8. September die rechte Flanke der 1. Armee bildete. Nach dem Rückzug von der Marne begann für sein Korps der Stellungskrieg an der Aisne. Am 12. Januar 1915 schlug das III. Korps alle französischen Angriffe nördlich Soissons zurück. Noch am 14. Januar wurde ihm als Anerkennung hierfür durch Wilhelm II. der Orden Pour le Mérite verliehen. Von Mai bis Juli 1915 führte er zwischen La Bassée und Arras eine aus mehreren Korps bestehende Armeegruppe und verhinderte den Durchbruchsversuch des französischen Generals Foch in Richtung Douai.
Im Oktober 1915 wurde das III. Armee-Korps an die Südost-Front für den Feldzug gegen Serbien verlegt. Im sogenannten Serbischen Feldzug focht es bei Rajka, Palanka-Stellung, Rača und Lepenica. In Anerkennung für die Leistungen des Korps erhielt der General am 13. November 1915 das Eichenlaub zum Pour le Mérite verliehen.
Ab 21. Februar 1916 wurde sein Korps wieder an der Westfront vor Verdun eingesetzt. Erschöpft von den schweren Angriffen wurde das Korps Mitte März aus der Angriffsfront herausgezogen. Unter Belassung in seiner Stellung als Kommandierender General des III. Armee-Korps wurde Lochow am 15. April 1916 zum Oberbefehlshaber der Angriffsgruppe Ost vor Verdun ernannt. Als Kronprinz Wilhelm am 25. November 1916 die Führung der nach ihm benannten Heeresgruppe übernahm, wurde Lochow sein Nachfolger als Oberbefehlshaber der 5. Armee. Am 15. Dezember 1916 führte der General einen lange vorbereiteten, jedoch erfolglosen Angriff, der mit der bis dahin schwersten Niederlage der 5. Armee endete. Der Feind eroberte Vacherauville, einen Teil des „Pfefferrückens“, die „Höhe 378“ sowie Bezonvaux zurück.
Als Lochow deshalb seiner Stellung enthoben und zu den Offizieren der Armee versetzt werden sollte, reichte er sein Abschiedsgesuch ein und wurde in dessen Genehmigung am 29. Januar 1917 zur Disposition gestellt. Zeitgleich erkannte Wilhelm II. seine Verdienste mit der Verleihung des Großkreuzes des Roten Adlerordens mit Schwertern am 29. Januar 1917 und der Stellung à la suite des Leib-Grenadier-Regiments „König Friedrich Wilhelm III.“ (1. Brandenburgisches) Nr. 8 in Frankfurt (Oder) an.
Zivilleben
General a. D. von Lochow nahm seinen Hauptwohnsitz in Berlin. Dort war übrigens auch die Lochow-Saatzucht-G.m.b.H. ansässig. Ewald von Lochow pflegte Kontakt mit Honoratioren der Zivilgesellschaft, unter anderem mit dem späteren Präsidenten des DRK, Joachim von Winterfeldt-Menkin, den er bereits vor dem Krieg kennenlernte. Des Weiteren war er in der Landesabteilung Berlin der Deutschen Adelsgenossenschaft, einer ursprünglich gegründeten Standesvertretung des einfachen Adels, zunehmend auch für den Hochadel und nach 1933 fast gleich geschaltet.

## Auszeichnungen
- Kronenorden I. Klasse[6]
- Preußisches Dienstauszeichnungskreuz[6]
- Komtur II. Klasse des Hausordens Albrechts des Bären[6]
- Komtur I. Klasse des Ordens vom Zähringer Löwen[6]
- Großkreuz des Bayerischen Militärverdienstordens[6]
- Großkreuz des Ordens Heinrichs des Löwen[6]
- Großkreuz mit der Krone in Gold des Ordens der Wendischen Krone[6]
- Großkreuz des Albrechts-Ordens[6]
- Ehrenkreuz des Ordens der Württembergischen Krone[6]
- Kommentur I. Klasse des Friedrichs-Ordens[6]
- Großoffizier des Bulgarischen Militärverdienstordens[6]
- Komtur des Ordens der Aufgehenden Sonne[6]
- Komtur des Ritterorden der Hl. Mauritius und Lazarus[6]
- Komtur des Franz-Joseph-Ordens[6]
- Russischer Sankt-Stanislaus-Orden III. Klasse[6]
- III. Klasse des Spanischen Militärverdienstordens[6]
- Eisernes Kreuz (1914) II. und I. Klasse
- Lübecker Hanseatenkreuz am 11. Dezember 1915[7]

Die Nationalsozialisten benannten 1937 nach ihm den Lochowdamm in Berlin-Wilmersdorf; eine neu angelegte Straße entlang der neu gebauten Heeres-Standort-Verwaltung (Wehrkreiskommando) am Hohenzollerndamm; entsprechend dem früheren III. Armeekorps Berlin. Die Benennung blieb bis Ende 1968 bestehen; heute Fritz-Wildung-Straße.